# Olympische Sommerspiele 2004/Teilnehmer (Republik Kongo)
| Gelbes Symbol für Goldmedaillen mit stilisierten Olympischen Ringen | Graues Symbol für Silbermedaillen mit stilisierten Olympischen Ringen | Braundes Symbol für Bronzemedaillen mit stilisierten Olympischen Ringen |
| ------------------------------------------------------------------- | --------------------------------------------------------------------- | ----------------------------------------------------------------------- |
| —                                                                   | —                                                                     | —                                                                       |

Die Republik Kongo nahm an den Olympischen Sommerspielen 2004 in der griechischen Hauptstadt Athen mit sechs Sportlern, drei Frauen und drei Männern, teil.

## Teilnehmer nach Sportarten

### Fechten
- Sorel-Arthur Kembe
Säbel Einzel Männer: Qualifikation

### Judo
- Tatiana Martine Bvegadzi
Schwergewicht (über 78 kg) Frauen: Achtelfinale

### Leichtathletik
- Lezin Christian Elongo Ngoyikonda
400 Meter Männer: DNS

- Michelle Banga Moundzoula
200 Meter Frauen: Vorläufe

### Schwimmen
- Rony Bakale
50 Meter Freistil Männer: Vorläufe

- Monika Bakale
50 Meter Freistil Frauen: Vorläufe